# Cristina Alberdi
María Cristina Alberdi Alonso (Los Rosales (Tocina), 22 de febrero de 1946-Madrid, 27 de junio de 2024) fue una abogada y política española.
Cercana al Partido Socialista Obrero Español, en el que llegó a militar entre 1995 y 2003, fue vocal, a propuesta de esta formación, en el Consejo General del Poder Judicial (1985-1990) y, posteriormente, ejerció como ministra de Asuntos Sociales durante el cuarto Gobierno de Felipe González, así como diputada al Congreso de los Diputados por las circunscripciones de Málaga (1996-2000) y Madrid (2000-2004). A partir de 2003 abandonó el partido, descontenta con la política territorial y antiterrorista del Gobierno de José Luis Rodríguez Zapatero. Tras salir de la primera línea política, tuvo algunos cargos relevantes en los órganos consultivos de la Comunidad de Madrid, así como colaboró en tertulias políticas.

## Biografía
Nacida en la localidad sevillana de Los Rosales y perteneciente a una familia conservadora y católica, Cristina Alberdi tuvo doce hermanos. Estudió Derecho en la Universidad Complutense de Madrid, obteniendo la licenciatura en 1968. En 1969 comenzó a trabajar como pasante en un despacho de abogados, colegiándose en 1971. Desde ese año hasta 1985 ejerció como abogada del Colegio de Abogados de Madrid. En 1975 organizó un colectivo jurídico de carácter feminista, el Seminario Colectivo Feminista. Junto con Francisca Sauquillo, fue una de las referentes del feminismo de la época. Durante la Transición participó como asesora en los trabajos preparatorios de la Constitución y en las leyes de reforma de los códigos Civil y Penal.
Fue vocal del Consejo General del Poder Judicial entre 1985 y 1990, elegida por el Senado a propuesta del PSOE y convirtiéndose en la primera mujer que formó parte de dicho órgano. Desde el Consejo fue muy activa en contra de jueces autores de sentencias machistas.[cita requerida] En 1990 volvió al ejercicio de la abogacía, que dejó de nuevo al ser nombrada ministra de Asuntos Sociales en el último Gobierno de Felipe González (1993-1996). Al ocupar España la presidencia del Consejo de la Unión Europea, Alberdi fue portavoz de la Unión Europea en la IV Conferencia Mundial de la Mujer en Pekín, en septiembre de 1995. 
Afiliada al PSOE en octubre de 1995, pocos meses después, en 1996 fue elegida diputada al Congreso de los Diputados por la provincia de Málaga, repitiendo en 2000, esta vez por la provincia de Madrid.
Durante su etapa como Diputada en el Congreso ostento los siguientes cargos:
- Vocal Suplente Diputación Permanente desde o21/06/2000 ao 22/12/2000
- Adscrita Comisión Constitucional desde o22/11/2000 ao 04/10/2002
- Vocal Comisión Constitucional desde o04/10/2002 ao 17/12/2003
- Vocal Comisión de Justicia e Interior desde o10/05/2000 ao 17/12/2003
- Portavoz Comisión Mixta de Relaciones con el Defensor del Pueblo desde o24/05/2000 ao 13/09/2000
- Vocal Comisión Mixta de Relaciones con el Defensor del Pueblo desde o13/09/2000 ao 10/11/2000
- Adscrita Comisión Mixta de los Derechos de la Mujer desde o09/10/2000 ao 17/12/2003
- Vicepresidenta Segunda Comisión Mixta para el Estudio del Problema de las Drogas desde o23/10/2000 ao 17/12/2003
- Vocal Comisión Mixta para el Estudio del Problema de las Drogas desde o13/09/2000 ao 23/10/2000
- Ponente Ponencia de la Proposición de Ley sobre medidas para incorporar la valoración del impacto de género en todas las disposiciones normativas que elabore el Gobierno (122/192). desde o11/06/2003 ao 11/06/2003
- Ponente Ponencia de la Proposición de Ley Orgánica de modificación del Código Penal, la Ley de Enjuiciamiento Criminal y el Código Civil, para combatir la sustracción o retención ilícita de menores (122/2). desde o13/02/2001 ao 06/06/2001
- Ponente Ponencia de la Proposición de Ley Orgánica de modificación del Código Penal en materia de secuestro familiar de menores e inducción del progenitor a que el menor abandone el domicilio familiar (122/66). desde o13/02/2001 ao 06/06/2001
- Ponente Ponencia del Proyecto de Ley reguladora del régimen retributivo de las carreras judicial y fiscal (121/111). desde o19/02/2003 ao 19/02/2003

Fue también presidenta de la Federación Socialista Madrileña (FSM) entre octubre de 1997 y octubre de 2000, con Jaime Lissavetzky de secretario general, sustituyendo al «guerrista» José Acosta. Posteriormente pasó a encargarse del área de Estudios y Programas de la Ejecutiva de la FSM. En marzo de 2000 fue uno de los miembros de la comisión gestora del PSOE, que dirigió el partido entre la dimisión de Joaquín Almunia y el XXXV Congreso (julio de 2000), en el que fue elegido José Luis Rodríguez Zapatero.
En 2003 dejó el PSOE, dónde militaba desde 1995, acusando a su partido de «dar alas al nacionalismo soberanista», a raíz de la formación de un gobierno de coalición entre el PSC, Esquerra Republicana de Catalunya e ICV, sin abandonar su escaño, pasando al Grupo Mixto. También criticó el modelo territorial del secretario general del partido, José Luis Rodríguez Zapatero, y sostuvo que el PSOE se había radicalizado. Se mostró contraria también al Estatuto de Cataluña y a la negociación con ETA. En septiembre de dicho año 2003 había dimitido de todos sus cargos en la Federación Socialista Madrileña debido a sus discrepancias con el secretario general, Rafael Simancas, sobre el modo en el que se había gestionado la crisis provocada por los tránsfugas Tamayo y Sáez, que impidió la elección como presidente de la Comunidad de Madrid de Simancas. En julio de 2008 manifestó que Zapatero había dado «un giro de 180º en cuanto a la lucha antiterrorista» y que le gustaba «más que en la anterior legislatura».
En febrero de 2004 fue nombrada por Esperanza Aguirre presidenta del Consejo Asesor del Observatorio contra la Violencia de Género de la Comunidad de Madrid. También fue consejera del Consejo Consultivo de la Comunidad de Madrid.
También participó en tertulias políticas para programas de televisión como Madrid opina (2009-2011) de Telemadrid o El cascabel al gato de 13TV.
Falleció el 27 de junio de 2024, a la edad de 78 años.

## Vida personal
En 1995 se casó con el editor José Benito Alique, fallecido en 2008, y éste era padre de Carolo, único hijo de la actriz Terele Pávez.
Cristina Alberdi era hermana de Inés Alberdi, quien fuera directora ejecutiva del Fondo de Desarrollo de las Naciones Unidas para la Mujer entre 2008-2010.

## Obras
- Ahora divorcio (1977), ISBN 978-84-02-05391-6.
- Aborto: sí o no (1977), ISBN 978-84-02-05344-2.
- La abogacía: hablando con Cristina Alberdi (1997), ISBN 84-483-0008-4.
- El poder es cosa de hombres: memorias políticas (2001), ISBN 978-84-9734-015-1.

## Reconocimientos
En 2023 recibió el Premio a los Valores de la Asociación Women in a Legal World por su continua defensa de los derechos de las mujeres, habiendo sido impulsora de la legislación sobre el divorcio y del reconocimiento legal del aborto en España.
En mayo del 2024, durante la celebración del Global Summit of Women en Madrid, recibió el Spain Women's Leadership Award como reconocimiento por su trayectoria dedicada a luchar por los derechos de las mujeres en los distintos cargos que ocupó.